# TLC Tugger
El TLC Tugger es un dispositivo de restauración del prepucio, sin cintas, inventado por Ron Low. El dispositivo consiste en un 'tugger' (halador, que da tirones) de silicona, en un cono retenedor, y en una correa o tirante elástico. El 'tugger' de silicona se coloca contra el glande. Luego, la piel del tronco del pene o la piel interna, se enrolla sobre el tugger. El cono retenedor es luego usado para sostener la piel en su lugar. Finalmente, una correa o tirante se une con el 'tugger' y después se ata alrededor de la rodilla con el fin de inducir tensión. Esta tensión permite que la piel interna o la piel externa del neo-prepucio crezca. Se ha creado una nueva versión del TLC Tugger, llamándose TLC Tugger X, el cual incluye pesas que pueden ser atadas a correas para agregar tensión extra, permitiendo así un crecimiento más rápido del 'prepucio'.

## Historia
En la historia reciente, hombres han restaurado su prepucio mediante el uso del jalón (o tirón) manual, de las cintas de goteo ('T-tape'), y de otros dispositivos. Ha habido también más dispositivos avanzados, hechos de acero. Sin embargo, ninguno de los dispositivos han sido sin cintas. Ron Low inventó el TLC Tugger, su primer dispositivo sin cintas de restauración del prepucio, que luego comercializara. Desde el año 2003, se han vendido alrededor de 9 mil TLC Tuggers.